# 罗伯特·索斯韦尔

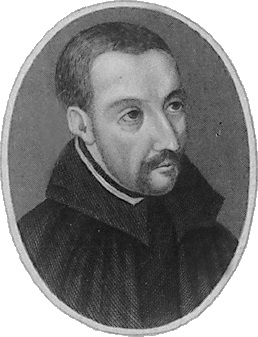
罗伯特·索斯韦尔

罗伯特·索斯韦尔（Robert Southwell，约1561年 - 1595年2月21日）是一位英格蘭和威爾斯的天主教會以及耶稣会神父。由於當時英格蘭反對天主教，罗伯特·索斯韦尔只能秘密傳教，但他還是於1592年被捕入狱，最终於1595年2月21日在泰伯恩被绞死。 1970年，教皇保祿六世認可了他的殉道者地位。